# توم كلانسي سبلينتر سيل: نظرية الفوضى
توم كلانسي سبلينتر سيل: نظرية الفوضى (Tom Clancy's Splinter Cell: Chaos Theory) هي لعبة فيديو من نوع التخفي والتسلل بطلها اسمه سام فيشر، صدرت لأجهزة إكس بوكس 360 ، إكس بوكس ، بلاي ستيشن 2 ، جيم كيوب ، وي ، بلاي ستيشن 3 . وهي من تطوير يوبي سوفت مونتريال، يوبي سوفت آنسي ومن نشر يوبي سوفت.

## القصة
أحداث اللعبة في العام 2007 .
حيث أصبح العالم في خطر كبير بسبب حرب الالكترونية الباردة. بعد حدوث هذه الحرب الكبيرة بين اليابان والصين وكوريا، تركت هذه الحرب أثراً بليغاً حيث أصبح لجميع الدول سلاح مميت بمقدرته تدمير هذا العالم الواسع. وكانت توجد عصابة خطيرة تدعى باسم ((غوريلا - Gurila))، وتخذت بعض الدول علاقات مع جماعات إرهابية تطمح لتدمير العالم كله، فقد تم توكيل العميل المشهور ((سام فيشر - Sam Fisher)) بمهمته للتسلل لقاعدتهم وإبطال مشروعهم لتدمير العالم.
نينتندو 3دي إس

## روابط خارجية
- توم كلانسي سبلينتر سيل: نظرية الفوضى على موقع IMDb (الإنجليزية)